# Teucholabis (Teucholabis) hera
Teucholabis (Teucholabis) hera is een tweevleugelige uit de familie steltmuggen (Limoniidae). De soort komt voor in het Neotropisch gebied.